# Марі-Домінік Шеню
Марі́-Доміні́к Шеню́ (фр. Marie-Dominique Chenu, OP; 7 січня 1895, Суазі-сюр-Сен — 11 лютого 1990, Париж) — французький домініканський богослов і медієвіст.
Один з призвідників і чільних богословів неотомістського руху в Європі, також відомий як експерт в області теології (peritus) на Другому Ватиканському Соборі.

## Біографія і праці
Вступив до ордену домініканців у 1913 році в Ле-Сольшуер, Бельгія. Після раптового початку війни був змушений навчатися в Римі (1914—1920) у школі, яка сьогодні стала Папським університетом святого Томи Аквінського. Призначений в 1920 році викладати богослов'я в Ле-Сольшуер. Під керівництвом свого вчителя Р. Гаррігу-Лагранжа поставив перед собою завдання заміни того, що він називав «позаісторичним дослідженням томізму», тобто прочитанням Томи Аквінського в історичному контексті.
Своє перше есе написав про історичні реконструкції тексту Аквіната (1923). Згодом уклав збірку есеїстики «Слово Боже — Віра відповідно до розуму» (La Parole de Dieu I-La foi dans l'intelligence, Paris 1964). Писав замітки про середньовічну філософську лексикографію, які проте залишилися незавершиними. Досліджував малих середньовічних авторів, зокрема Роберта Кілвордбі, що незабаром зробило його шанованим медієвістом.
Ставши керівником досліджень в Ле-Сольшуер, опублікував приватно працю «Одна школа богослов'я: Ле-Сольшуер» (Une école de théologie: Le Saulchoir, 1937), що виправдовує історичний акцент в богословських дослідженнях і містить деякі гострі висловлювання про «барокову схоластику». Відразу після цього був звинувачений домініканською владою у Римі за «модернізм», а праця була поміщена в індекс.
1942 року Шеню продовжив викладати і публікувати результати своїх досліджень, що зібрані у три фундаментальні книги «Вступ до вивчення Святого Томи Аквінського» (Introduction a l'étude de saint Thomas d'Aquin, Montréal-Paris 1950), «Богослов'я як наука в XIII столітті» (La théologie comme science au XIIIe siècle, Paris 1957) і «Богослов'я в XII столітті» (La théologie au XIIe siècle, Paris 1957).
Шеню був головою богословської ради руху священиків-робітників у Франції, що зароджувався в цей час. Занепокоєння Папи цим рухом виражено в апостольському посланні Menti nostrae (1950). Згодом енцикліка Humani generis (1950) підтвердила несхвалення богословів, які прагнули звільнитися від схоластики. До 1953 року Шеню залишив всі свої викладацькі обов'язки і був навіть тимчасово вигнаний у Руан. Він продовжив писати, опублікувавши роботу «Святий Тома Аквінський і теологія» (Saint Thomas d'Aquin et la théologie, Paris 1959), але головним чином вкладав свою енергію в проповіді. Шеню був богословом-радником франкомовних африканських єпископів на Другому Ватиканському соборі, під час роботи якого, не дивуючись відходу собору від томізму, він розробляв принципи «євангельського гуманізму», що увійшли до конституції Gaudium et Spes.
Останні роки життя Шеню пройшли в Парижі, де він присвятив себе лекціям і проповідям, спрямованим головним чином на інтерпретацію значення Другого Ватиканського собору. Він отримав задоволення, коли його книга Une école de théologie була знову опублікована в 1985 році в Парижі, але молоде покоління богословів вже мало цікавилося його роботами про Тому Аквінського, як і роботами Гаррігу-Лагранжа. Хоча Шеню не був оригінальним мислителем, разом зі своїм другом Етьєном Жильсоном він залишається однією з головних фігур неотомістського руху XX століття.